# Marius Johnsen
Marius Johnsen (ur. 28 sierpnia 1981 w Kristiansand) – norweski piłkarz występujący na pozycji obrońcy.

## Kariera klubowa
Johnsen karierę rozpoczynał w czwartoligowym zespole FK Vigør. W 2002 roku został graczem pierwszoligowego Startu. W sezonie 2002 spadł z nim do drugiej ligi. W sezonie 2004 wraz ze Startem awansował jednak z powrotem do pierwszej, a w sezonie 2005 wywalczył wicemistrzostwo Norwegii.
Na początku 2007 roku Johnsen został wypożyczony do niemieckiego drugoligowca, 1. FC Köln. W 2. Bundeslidze zadebiutował 26 stycznia 2007 w wygranym 3:1 meczu z Wackerem Burghausen. Do końca sezonu 2006/2007 w barwach 1. FC Köln rozegrał 12 ligowych spotkań, jednak nie został wykupiony ze Startu.
W połowie 2007 roku Johnsen przeszedł do norweskiego Lillestrøm SK. W sezonie 2007 zdobył z nim Puchar Norwegii, a w 2010 roku zakończył karierę.

## Kariera reprezentacyjna
W reprezentacji Norwegii Johnsen zadebiutował 24 maja 2005 w wygranym 1:0 towarzyskim meczu z Kostaryką. W latach 2005–2007 w drużynie narodowej rozegrał 7 spotkań. Wcześniej grał też w reprezentacji młodzieżowej na szczeblu U-21.